# Hrabstwo Richland (Karolina Południowa)
Hrabstwo Richland (ang. Richland County) – hrabstwo w stanie Karolina Południowa w Stanach Zjednoczonych.

## Geografia
Według spisu z 2000 roku obszar całkowity hrabstwa obejmuje powierzchnię 772 mil2 (1999,47 km²), z czego  756 mil2 (1958,03 km²) stanowią lądy, a 15 mil2 (38,85 km²) stanowią wody. Według szacunków United States Census Bureau w roku 2012 miało 393 830 mieszkańców. Jego siedzibą administracyjną jest Columbia.

### Miasta
- Arcadia Lakes
- Columbia
- Eastover
- Forest Acres

### CDP
- Dentsville
- Gadsden
- Hopkins
- Lake Murray of Richland
- St. Andrews
- Woodfield

### Sąsiednie hrabstwa
- Hrabstwo Fairfield (północ)
- Hrabstwo Kershaw (północny wschód)
- Hrabstwo Sumter (wschód)
- Hrabstwo Calhoun (południe)
- Hrabstwo Lexington (zachód)
- Hrabstwo Newberry (północny zachód)